# Akialoa
Akialoa James & Olson, 1995 è un genere estinto di uccelli passeriformi fringillidi della tribù dei Drepanidini, endemici delle Hawaii.

## Etimologia
Il nome scientifico del genere, Akialoa, altro non è che il nome comune che questi uccelli hanno in lingua hawaiiana.

## Descrizione
Si tratta di uccelli di dimensioni medio-piccole (15–20 cm), dei quali da un terzo alla metà spettano al lungo becco sottile e ricurvo, che nei maschi era più lungo rispetto alle femmine.

La livrea di questi uccelli era dominata dai toni del giallino e del verde oliva, con dimorfismo sessuale nel piumaggio basato sulla livrea generalmente più sobria.

## Biologia
Si trattava di uccelli diurni, monogami, che vivevano da soli o in coppie e si spostavano perlopiù fra le fronde degli alberi utilizzando il lungo becco come sonda per ricercare il cibo (piccoli invertebrati, ma anche nettare).

## Distribuzione e habitat
Gli akialoa erano tutti endemici delle Hawaii, dove ciascuna specie occupava una propria isola, popolando le foreste con presenza di sottobosco ed epifite.

## Tassonomia
Inizialmente ascritti al genere Certhia, in passato gli akialoa venivano generalmenti accorpati al genere Hemignathus, e se ne riconoscevano due sole specie (H. obscurus ed H. ellisianus, quest'ultima comprendente le rimanenti due specie estintesi in tempi storici col rango di sottospecie, H. o. stejnegeri e H. o. lanaiensis): secondo alcuni, l'accorpamento ad Hemignathus rimarrebbe corretto, posta l'elevazione delle varie sottospecie al rango di specie a sé stanti. In generale, una descrizione scientifica di questi uccelli è resa piuttosto difficoltosa dalla scarsità di reperti presenti e di osservazioni sul campo, le quali rendono molto difficile stabilire l'effettivo grado di parentela e di variabilità intraspecifica fra le popolazioni delle varie isole.
La maggior parte degli autori ritiene corretta l'elevazione di Akialoa al rango di genere a sé stante, comprendente quattro specie estintesi in tempi recenti:
- Akialoa obscura (Gmelin, 1788) - akialoa minore
- Akialoa ellisiana (Gray, 1859) - akialoa di Oahu
- Akialoa stejnegeri (Wilson, 1890) - akialoa di Kauai
- Akialoa lanaiensis (Rothschild, 1893) - akialoa di Lanai

A queste, si sommano due specie estintesi nel Quaternario e note solo allo stato subfossile, delle quali una sola è stata descritta scientificamente:
- Akialoa upupirostris (James & Olson, 1995)
- Akialoa sp. - akialoa gigante

Nell'ambito della tribù dei Drepanidini, il genere Akialoa si mostra molto vicino al già citato Hemignathus, col quale forma un clade piuttosto ben distanziato da tutti gli altri.